# Görzke
Görzke település Németországban, azon belül Brandenburgban. Lakosainak száma 1240 fő (2023. december 31.). Görzke Wiesenburg/Mark és Bad Belzig községekkel határos.

## Népesség
A település népességének változása:
| Lakosok száma | 1228 | 1244 | 1231 | 1235 | 1240 |
|               | 2017 | 2019 | 2021 | 2022 | 2023 |